# Курдюков, Василий Алексеевич
Василий Алексеевич Курдюков (1903—1980) — гидролог, нашёл источники водоснабжения для Алма-Аты, Чимкента, Караганды, Кустаная, Акмолинска, Донских хромитовых рудников.

## Биография
Родился в 1903 году в деревне Маслово Старицкого уезда Тверской губернии. После окончания 9-летней школы в городе Петергоф учился на гидротехническом отделении Петроградского строительного техникума, на металлургическом и химическом факультетах Петроградского политехнического института и на отделении инженеров-гидрогеологов Ленинградского геологоразведочного института ускоренной подготовки и повышения квалификации.
В 1930 году Василий Курдюков впервые приехал в Казахстан, ещё будучи студентом. Работал старшим буровым мастером и старшим техником гидрогеологом.
1931—1932 годах был начальником разведочной гидрогеологической партии Карагандинской геологической базы. В результате выполненных исследований им был выявлен крупный подземный сток воды в Карагандинскую котловину площадью свыше 1000 км². По сути, был обнаружен огромный подземный бассейн с водой отличного качества. Это было крупное геологическое открытие, без которого также невозможно было бы развитие Карагандинского угольного бассейна.
В 1932 году Курдюков защитил дипломную работу по теме: «Водоснабжение рабочих посёлков Караганды» и приехал в Караганду на постоянную работу.
1932—1936 годах он руководил всеми гидрогеологическими изысканиями в «Каргеолбазе» и «Каргеолбюро».
С 1937 года по 1940 — работал в «Казгеолтрест», «Казгеолуправление», Карагандинском геологическом управлении.
В годы Великой Отечественной войны обеспечил водой «Казахстанскую Магнитку» (Темиртау). За что был награждён медалью «За трудовую доблесть».
В 1945 году награждён медалью «За доблестный труд в период Великой Отечественной войны 1941—1945 гг.».
В 1950 год получил Орден Трудового Красного Знамени.
Не раз получал знаки «Первооткрыватель месторождений».